# Granholm (Finström, Åland)
Granholm är en ö i Åland (Finland). Den ligger i Skärgårdshavet och i kommunen Finström i landskapet Åland, i den sydvästra delen av landet. Ön ligger omkring 26 kilometer norr om Mariehamn och omkring 280 kilometer väster om Helsingfors.
Öns area är 7,7 hektar och dess största längd är 0,5 kilometer i nord-sydlig riktning. Ön höjer sig omkring 25 meter över havsytan.